# Tamara Braun
Tamara Braun (Evanston (Illinois), 18 de abril de 1971) es una actriz de cine de televisión y modelo estadounidense.

## Biografía
Braun nació en el suburbio de Evanston, Chicago, en el seno de una familia de ascendencia judía. Asistió a Evanston Township High School. Ella era una estudiante de psicología en la Universidad de Wisconsin-Madison, y tomó un curso de verano en Shakespeare en la Real Academia de Arte Dramático en Inglaterra antes de viajar con mochila por toda Europa.
Braun es bien conocida por su victoria en los Daytime Emmy Awards de 2009, recibiendo el galardón de Actriz de Reparto Sobresaliente por el papel de Ava Vitali en Days of our Lives. También es conocida por su interpretación nominada al Emmy de Carly Corinthos en la telenovela ABC General Hospital, un papel que interpretó de 2001 a 2005. Como Carly, Braun fue destacada como una pareja romántica de los personajes de Sonny Corinthos, interpretada por El ganador del Emmy durante el día Maurice Benard, y Lorenzo Alcázar, interpretado por Ted King.
Después de dejar el Hospital General, Braun interpretó a la protagonista femenina en la película independiente Little Chenier, que se filmó en Luisiana en agosto de 2005. Braun trabajó con un entrenador de dialecto para perfeccionar el acento de Cajun, y alteró su apariencia obteniendo un bronceado bronceado y oscurecimiento. su pelo. Tamara apareció como la pastelera Rose en cuatro episodios de la comedia de ABC Freddie como un interés romántico de los dos personajes masculinos principales. Tamara también ha protagonizado la película independiente Limbo Lounge, dirigida por Tom Pankratz. En 2006 y 2007 respectivamente, Braun apareció en el exitoso programa CBS Cold Case y Ghost Whisperer; en la primera, interpretó a una cantante de country que ayudó a encubrir el asesinato de una cantante para proteger su carrera. Además, apareció en el estreno de la temporada 2007 de Without a Trace.
En 2008, Braun se unió al elenco de la telenovela NBC Days of our Lives en el papel ganador de un Emmy de Ava Vitali, una mujer del veterano personaje de Steve Nichols Steve Johnson. Dejó la telenovela en agosto de 2008, pero luego ganó un premio Daytime Emmy a la Mejor actriz de reparto por su interpretación de Ava Vitali.
Más tarde ese año se unió al elenco de All My Children como Reese Williams, su segunda telenovela desde que abandonó el Hospital General en abril de 2005.
En julio de 2009, obtuvo el papel recurrente de Renee Ellen en el show de TNT Saving Grace, protagonizada por Holly Hunter.
El 15 de febrero de 2011, Soap Opera Digest anunció que Braun volvería a Days of Our Lives, en el nuevo papel de Taylor Walker, en sustitución de la actriz Natalia Livingston. El 7 de junio de 2011, Braun fue despedida de Days of Our Lives; ella hizo su aparición final como Taylor el 22 de septiembre de 2011. En julio de 2015, se anunció que Braun repetiría su interpretación de Ava en Days of Our Lives, en celebración del cincuentenario del culebrón. Ella abandonó el puesto en marzo de 2016.
En octubre de 2017, Entertainment Weekly anunció que Braun volvería al Hospital General una vez más, esta vez en un nuevo cargo. Ella hizo su primera aparición como Kim Nero el 22 de noviembre de 2017.